# Суперкубок Сан-Марино з футболу 1987
Суперкубок Сан-Марино з футболу 1987 — 2-й розіграш турніру, який в той час мав назву Трофео Федерале. Переможцем вдруге стала Ла Фіоріта.

## Учасники
- Чемпіонат Сан-Марино:
  - Чемпіон: Ла Фіоріта
  - Віце-чемпіон: Фаетано
- Кубок Сан-Марино:
  - Володар: Лібертас
  - Фіналіст: Тре Пенне

## Півфінали
| Команда 1  | Рахунок | Команда 2 |
| ---------- | ------- | --------- |
| Ла Фіоріта | +:-     | Тре Пенне |
| Лібертас   | +:-     | Фаетано   |

## Фінал
| Команда 1  | Рахунок | Команда 2 |
| ---------- | ------- | --------- |
| Ла Фіоріта | 1:0     | Лібертас  |